# Stefan Kołomłocki
Stefan Kołomłocki (ur. 25 listopada 1884 w Wadowicach, zm. 26 kwietnia 1931 w Poznaniu) – polski malarz, ilustrator, pisarz i działacz harcerski.
Studiował na krakowskiej Akademii Sztuk Pięknych w pracowni Jacka Malczewskiego, a następnie służył w Legionach Polskich. Początkowo w Departamencie Wojskowym Naczelnego Komitetu Narodowego, a następnie w 1916 w szpitalu Komendy Grupy w Kozienicach. Z tego okresu pochodzą studia portretowe i pejzaże. Od 1920 przez trzy lata był nauczycielem rysunku w gimnazjum państwowym w Brzesku, w 1923 został przeniesiony do Czarnkowa, a następnie do Kościana i Środy Wielkopolskiej. Był inicjatorem tworzenia drużyn harcerskich w szkołach gdzie uczył. Współpracował z Kazimierzem Rosinkiewiczem, był ilustratorem jego twórczości, sam również pisał opowiadania związane z harcerstwem. Planował stworzyć muzeum młodzieży polskiej opowiadające o życiu uczniów w różnych epokach. Zmarł nagle podczas wypadku w czasie wycieczki z młodzieżą. Pochowany na poznańskim cmentarzu Górczyńskim.
Bratem Stefana Kołomłockiego był Władysław Kołomłocki.